# آشلند (ویسکانسین)
آشلند، ویسکانسین  (به انگلیسی: Ashland) شهری در شهرستان آشلند بیفیلد ایالت ویسکانسین است که در سال ۱۸۸۷ بنیان‌گذاری شده‌است. این شهر طبق سرشماری سال ۲۰۱۰ میلادی ۸٬۲۱۶ نفر جمعیت داشته‌است.